# Jil (Gegharkunik)
Pour les articles homonymes, voir Jil.
Jil (en arménien Ջիլ) est une communauté rurale du marz de Gegharkunik, en Arménie. Fondée au XIIe siècle, elle compte 681 habitants en 2008.